# Hana Strachoňová
Hana Strachoňová (* 2. ledna 1961 Brno) je bývalá profesionální tenistka, která reprezentovala Československo a později Švýcarsko.

## Život a kariéra
Narodila se 2. ledna 1961 v Brně a od dětství reprezentovalo rodné Československo. S tenisem začala ve sportovním klubu Sokol Žabovřesky a později se stala členkou Moravské Slavie Brno.
V roce 1977 se dostala do finále mládežnického turnaje Orange Bowl.
V roce 1978 jako sedmnáctiletá tenistka byla členkou československého týmu v Poháru federace a nastoupila do dvou zápasů proti výběrům Portugalska a Indonésii. V obou duelech nastoupila po boku Hany Mandlíkové. Oba zápasy společně vyhrály. Na French Open 1978 se po výhře nad devátou nasazenou Renátou Tomanovou dostala do třetího kola dvouhry. V následujícím roce se dostala do třetího kola Wimbledonu. Po turnaji emigrovala do Švýcarska a později jí byl udělen politický azyl.
V únoru 1980 se vrátila k tenisu pod švýcarskou vlajkou. Čtvrtfinále si zahrála v Kitzbühelu a Amsterdamu. Jejím nejlepším grandslamovým výsledkem po emigraci bylo třetí kolo French Open 1980. Byla vůbec první šťastnou poraženou, které se to povedlo. V roce 1981 porazila Diannu Fromholtzovou a postoupila do čtvrtfinále turnaje v Indianapolis.
Tenisovou kariéru uzavřela po US Open 1984.